# Баґениці (Мазовецьке воєводство)
Баґениці (пол. Bagienice) — село в Польщі, у гміні Хожеле Пшасниського повіту Мазовецького воєводства.
Населення — 189 осіб (2011).
У 1975-1998 роках село належало до Остроленцького воєводства.

## Демографія
Демографічна структура станом на 31 березня 2011 року:
|          | Загалом | Допрацездатний вік | Працездатний вік | Постпрацездатний вік |
| -------- | ------- | ------------------ | ---------------- | -------------------- |
| Чоловіки | 94      | 25                 | 56               | 13                   |
| Жінки    | 95      | 28                 | 50               | 17                   |
| Разом    | 189     | 53                 | 106              | 30                   |